# Corticaria alticola
Corticaria alticola is een keversoort uit de familie schimmelkevers (Latridiidae). De wetenschappelijke naam van de soort werd in 1950 gepubliceerd door Lindberg.